# Romano Levi
Romano Levi (Campodolcino, 24 novembre 1928 – Neive, 1º maggio 2008) è stato un artigiano italiano, produttore di grappa.

## Biografia
Entrò in attività dal 1945, quando rimasto orfano a 17 anni d'età iniziò a condurre la distilleria fondata dal padre Serafino nel 1925. Conservò nel tempo il medesimo impianto di distillazione artigianale, con un alambicco discontinuo a fuoco diretto, che consente la distillazione solo di piccole quantità di prodotto. Il ciclo di lavorazione prevedeva l'impiego come combustibile delle vinacce esauste delle annate precedenti e l'utilizzo delle ceneri residue come fertilizzanti per i vigneti. Le etichette delle bottiglie venivano disegnate a mano dallo stesso Romano, e riportavano sovente accenni poetici o particolari dediche; celebre il suo soggetto della donna selvatica.
Romano Levi divenne famoso negli anni settanta ad opera del gastronomo Luigi Veronelli, che lo definì il "Grappaiolo Angelico" dalle pagine del settimanale Epoca; l'appellativo di angelico era ispirato anche dal nome Serafino Levi, padre di Romano, che restava come denominazione della ditta.
Le sue grappe sono state giudicate ruvide, schiette, fortemente ancorate alla tradizione contadina, prive di mollezze ed edulcorazioni, senza concessioni alle morbidezze di stampo "modernista".
La sua arte di distillatore fu apprezzata anche da molti appassionati famosi, dall'ex cancelliere tedesco Helmut Kohl, Cesare Romiti, Marcello Mastroianni, Antonello Venditti, Andrea Bocelli, Roby Facchinetti, Bruno Lauzi, Tino Buazzelli, Nicola Arigliano e l'ex ministro Domenico Siniscalco.
Dal 19 aprile al 13 maggio del 2007 a Palazzo Bricherasio (TO) nelle Sale Storiche, viene dedicata una rassegna all'opera artistica di Romano ed editano il catalogo, riprendendo il nome della mostra: Romano Levi Il grappaiolo angelico, disegni, poesia e territorio. Daniela Magnetti, direttore della fondazione Palazzo Bricherasio, colloca Romano nel movimento artistico dell'Art Brut (Raw Art o Outsider Art). Jean Dubuffet, capofila del movimento nel 1947, aveva definito l'Art Brut come "l'arte che si ignora, che non conosce il proprio nome, prodotta dall'ebbrezza creativa senza alcuna destinazione".
Dopo la morte avvenuta nel maggio 2008, esiste il progetto di fare della sua distilleria una casa-museo.